# Café gourmand
 (avril 2025).
Le café gourmand est un concept culinaire, inventé en 1990 par Bernard Boutboul, président de la société de conseil en restauration Gira Conseil, pour la chaîne de restaurants La Criée.
Il regroupe en un seul plat le traditionnel café de fin de repas et un assortiment d'au moins trois mini desserts différents. Il est constitué d'un café (généralement un expresso) accompagné de différentes mignardises telles que chouquette, mini fondant au chocolat, mini île flottante, mini crème brûlée, petite verrine de panna cotta, fine part de tarte, fine part de clafoutis, boule de glace, pâte de fruits, biscuit (par exemple spéculoos) ou encore macaron. Le même principe est parfois proposé avec du thé sous le nom de thé gourmand.
Le café gourmand reprend, en le faisant payer, l'assortiment de mignardises servi gratuitement dans les restaurants gastronomiques avec le café ou le thé en fin de repas. Servi pour la première fois à Paris en septembre 1990, le café gourmand remporte un large succès : en 2014, 320 millions de cafés gourmands sont servis en France.
Moins culpabilisant sur le plan diététique qu'un dessert, il permet un gain de temps en étant servi avec le café. Pour le restaurateur, il est plus rentable qu'un dessert seul mais moins qu'un café. Les mini desserts sont proposés par la plupart des grossistes vendant des desserts industriels.
Il est désigné, en langue anglaise, également sous la dénomination de café gourmand.

## Galerie

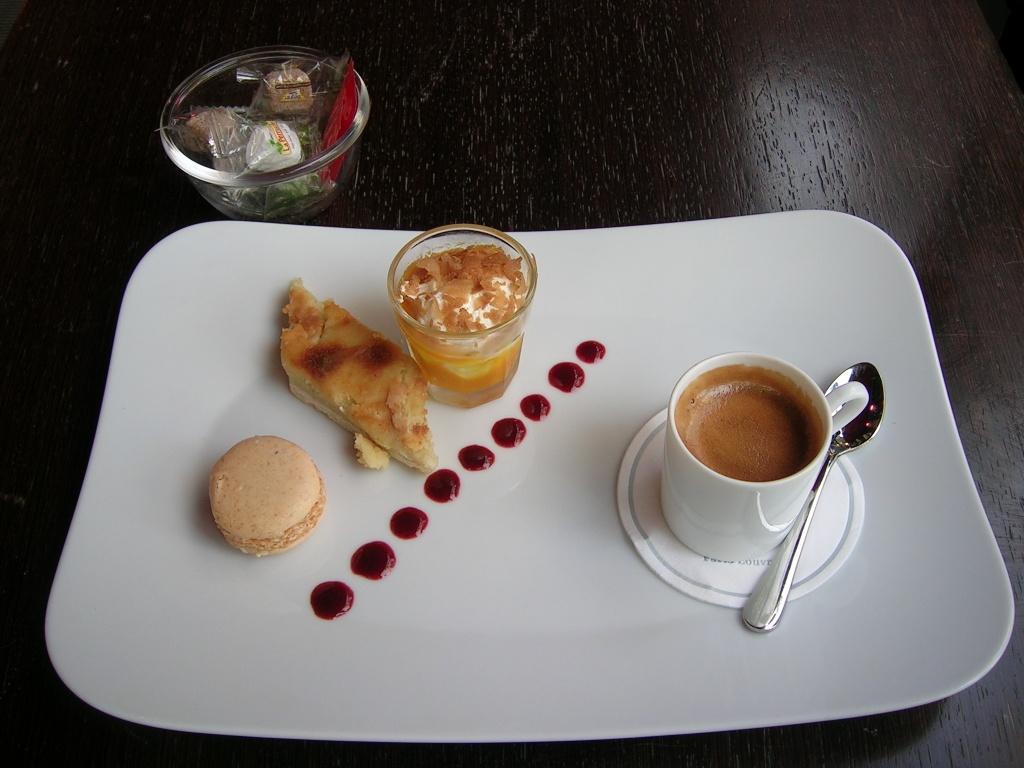
Café gourmand comportant notamment un macaron.
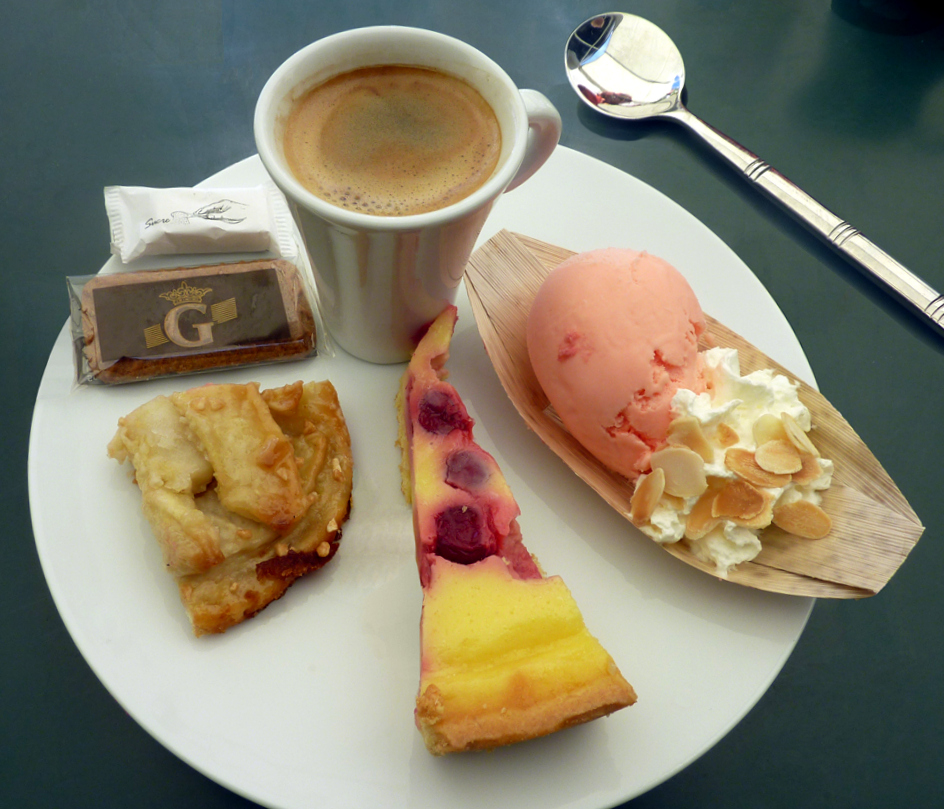
Café gourmand avec tarte et clafoutis.
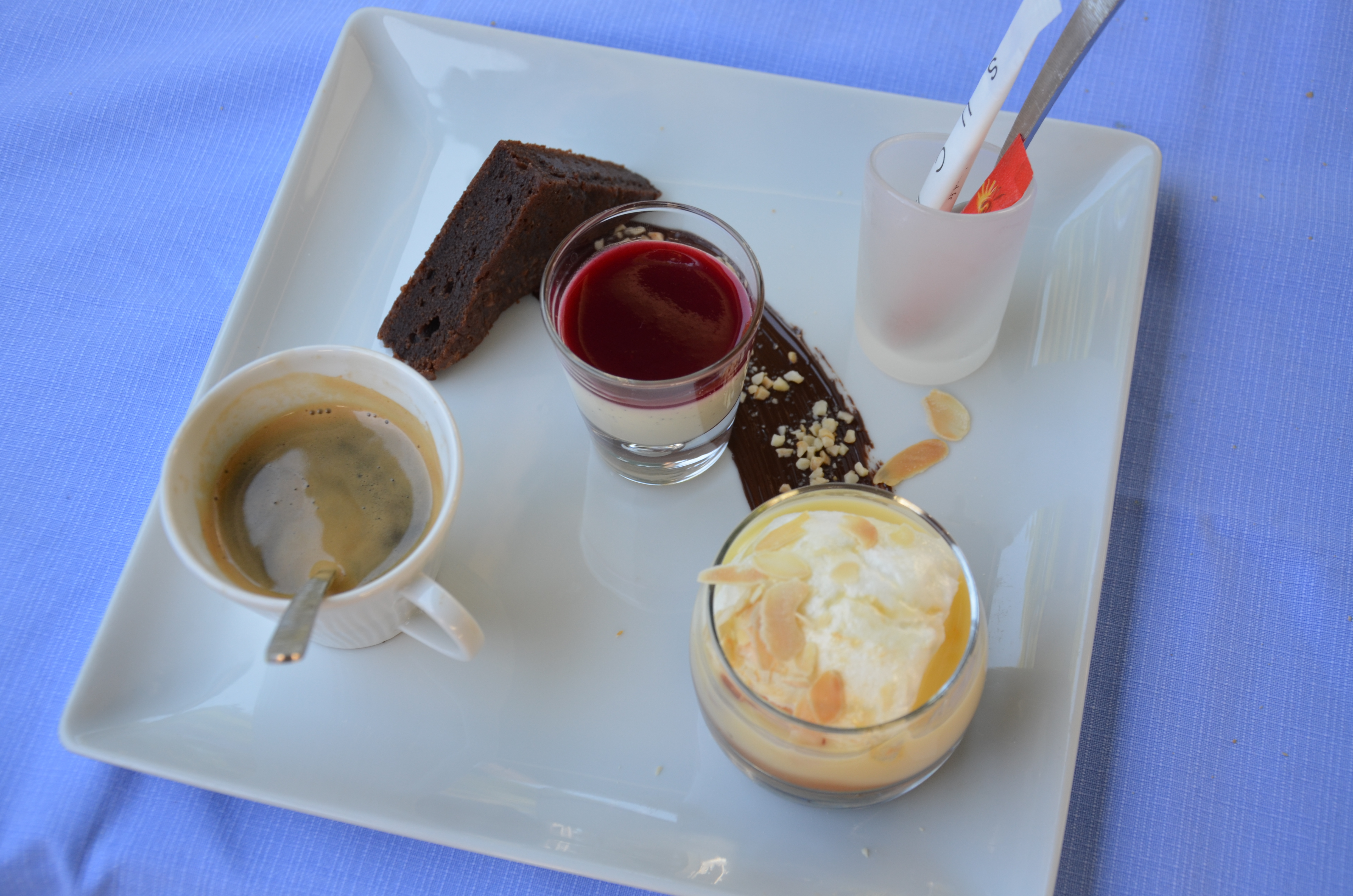
Café gourmand avec brownie, panna cotta et île flottante.
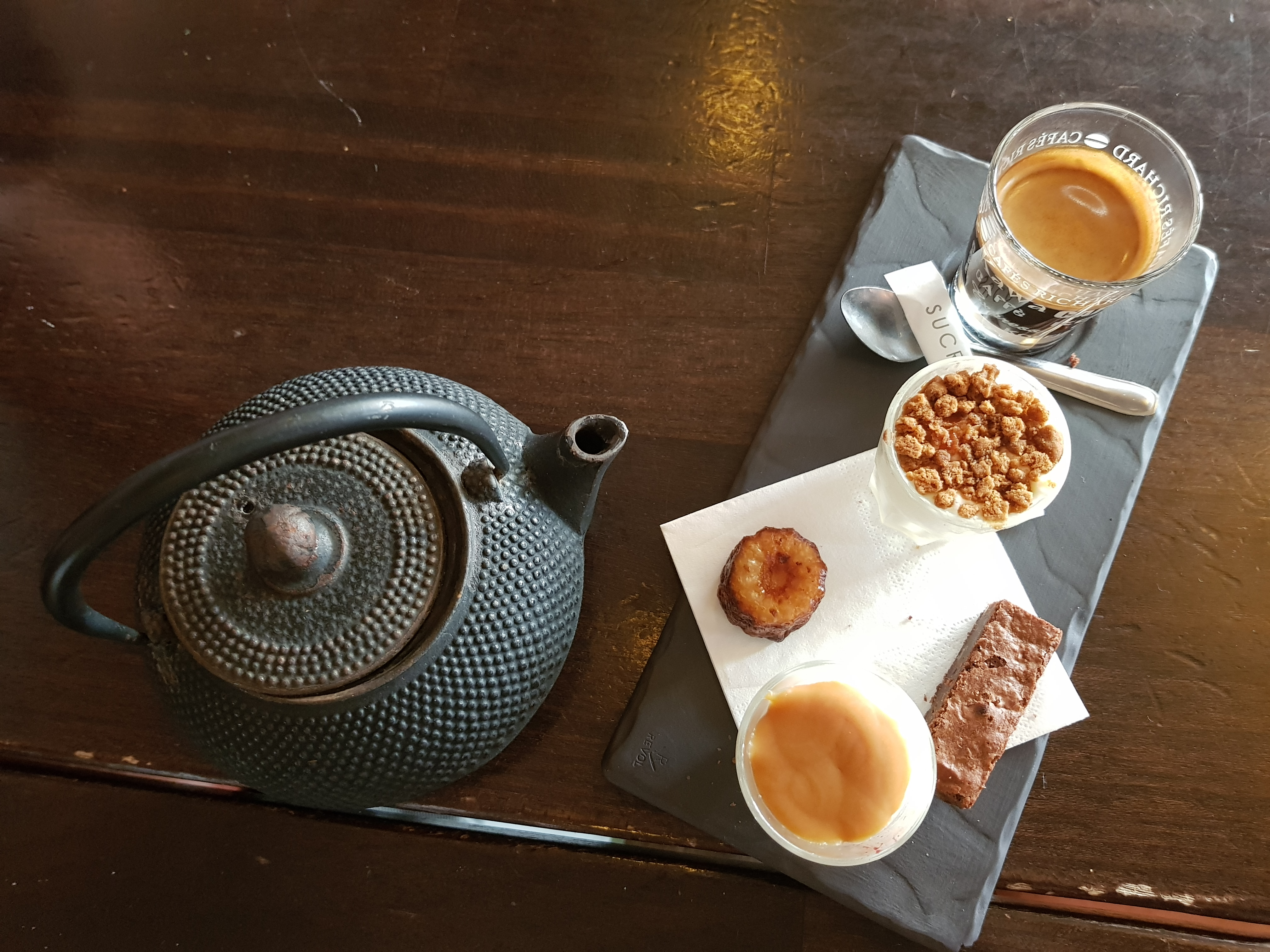
Variation : thé gourmand.